# LLPW-X
LLPW-X（エル・エル・ピー・ダブリュー-エックス、Lady's Legend Pro-Wrestring）は、日本の女子プロレス団体。

## 歴史

### LLPW

#### 風間ルミ体制
1992年1月、ジャパン女子プロレスの解散後に所属選手は同団体の子会社「JWPプロジェクト」を母体にJWP女子プロレスとしての再出発を予定していた。しかし、選手会が分裂してハーレー斉藤、大沢ゆかり、斉藤緑、二上美紀子、遠藤美月はJWPに加わらないことになった。この5人と前年にジャパン女子を退団した半田美希、穂積詩子、北村真美のグループ、解散直前にジャパン女子を離脱した風間ルミ、神取忍が合流してLLPWを設立。旗揚げに際しては全日本女子プロレスの立野記代、長嶋美智子とジャパン女子のイーグル沢井、安田留美がさらに加わっている。
設立当初の会社名は株式会社レディース・レジェンド・プロ・レスリング。代表に風間が就任。女子プロ界では世界初の代表取締役社長兼現役レスラーとなる。これには選手経験のないいわゆる「背広組」フロントに対する不信感から「男子の新日本プロレスや全日本プロレスがそうであるように選手が団体を運営すべき」という半田グループの意向があったといわれる。旗揚げ当初は自前のリングも事務所もなく、1円起業も法制上不可能であり、日本の社会で女性が社長になること自体珍しかった（ましてやプロレス界では尚のこと）ことから周囲からは「女に何ができるんだ」、「3ヶ月でつぶれる」などと陰口を叩かれた。
設立にはスポンサーとしてメガネスーパーが関わっていたがメガネスーパーの代表である田中八郎の妻が反対したため、旗揚げ戦前に撤退している。
1992年8月29日、後楽園ホールでLLPW（エル・エル・ピー・ダブリュー）の旗揚げ戦を開催。シュートボクシング出身の風間、柔道出身の神取、空手を学んでいたハーレー斉藤、修斗経験者の大沢らを擁していたことから格闘技志向が強かった。
1995年7月18日、駒沢オリンピック公園体育館で初の女子選手によるバーリトゥード大会「L-1」を開催。同年、ブル中野&北斗晶（全日本女子）組対工藤めぐみ&コンバット豊田（FMW）組戦に始まる団体対抗戦時代に神取対北斗の壮絶なシングルマッチ、風間対北斗の敗者髪切りマッチ、LLPWのユニット「平成GUREN隊（後のG-MAX）」とFMWのユニット「猛毒隊」が合体したユニット「平成猛毒GUREN隊（後のJDスター女子プロレスのユニット「裁恐軍」を加えてユニット「平成裁恐猛毒GUREN隊」の活動、WARへの所属選手派遣などで話題を呼んだ。また、紅夜叉のレディース、穂積のジュリアナ東京の女性客などキャラクターレスラーの投入、風間の側近的立場から一転して「理不尽クイーン」としてヒール人気を呼んだ半田、キャロル、紅、二上の同世代選手で結成したユニット「決起軍」が活躍。
1994年、映画「SAEKO」に藤原喜明と共に全面協力して主力選手が総出演するなど対抗戦に依存しない話題づくりにも尽力。
ジャパン女子解散前後の経緯からJWPとの対抗戦は行なわれず対抗戦人気が終息に向かう。
1997年、ジャパン女子の1989年デビュー組である紅と福岡晶（JWP）が互いに一騎討ちを呼びかけたのと、ジャパン女子の旗揚げメンバーだったプラム麻里子（JWP）のリング禍による急逝という2つの要因によってようやく実現。同年、二上と大向美智子を全日本女子所属選手大量離脱によって出来た女子プロレス団体の1つであるアルシオンに引き抜かれた。
2000年以降は観客減や新人の定着難に悩まされた。リングでは代表という立場から、それまで脇役に徹していた風間が沢井、フリーの井上貴子（2005年2月に入団）らとヒールユニット「ブラックジョーカー」を結成して前面に出て神取が率いるユニット「チームフロンティア」との抗争を展開して人気の維持を図った。

#### 第1次神取忍体制
2002年10月1日、神取が代表に就任。これに合わせて会社名を株式会社エルエルピーダブルに改称。代表を退任した風間は2003年8月3日に引退。
韓国出身のイ・ヘイランとチェ・ソーラの獲得、ゲイレスラーによるユニット「グラマーエンジェルス」の登場など芸能人の感覚も持つ神取ならではの戦略が垣間見えていた。また、ホリプロと業務提携を結んでいる。
2007年2月、女子プロレス界全体でも約8年ぶりとなる両国国技館で興行を開催。

#### 遠藤美月体制
8月、前年に参議院議員になった神取に代わり遠藤が代表に就任。
2009年5月、遠藤が選手活動に専念するため代表を辞任。以後は代表職空席のままとなっていた。
この頃から他団体に比べ新人選手の定着率が非常に悪く、デビューしてもすぐ退団、引退するケースが多く、沖野やアイガー以降の若手選手の確保及び育成が重要な課題となった。
年数回の後楽園ホールを含め、首都圏を中心に興行を開催しているものの団体単独での興行機会が減少。旗揚げ当初からのメンバーだった立野が「会社として機能していない」という理由で退団。引退興行を自主開催するなど深刻な問題となった。その後、元所属選手のGAMIが率いるプロレスリングWAVE、伊藤薫プロレス教室との合同興行などに活路を見出した。また、J SPORTSでの試合中継も年々縮小されて年1回の大型興行のみとなっていた。

#### 第2次神取忍体制
2010年9月、参議院選挙再選に失敗した神取が代表に再就任。事務所を川口から東池袋に移転。11月、神取が新プロジェクトを発足して再スタートを宣言。12月25日、銀座ベノアで復活興行を開催。5月8日のZepp Nagoya大会以来約7ヶ月ぶりの自主興行で、単独での都内開催は2009年8月16日の後楽園ホール大会以来約1年4ヶ月ぶりだった。復活興行は入場料を「客の言い値で1円以上」として売り上げの一部を「いじめ撲滅運動団体」に寄付、ニコニコ動画とUSTREAMでのライブ配信、井上のプロデュースによるアイドルレスラーオーディション「Volume Ⅱ」など新機軸を取り入れた。なお、銀座ベノアは180名収容のパーティーホールであり、同会場での女子プロレス興行は初となった（男子はDDTプロレスリングで開催歴あり）。今後、同会場で定期的に興行を打ち、通常興行を目指すとした。

### LLPW-X

#### 第2次神取忍体制
2011年11月15日、南大塚に道場「LLPW-Xプロレスバンク」を設立。それに合わせて会社名を株式会社エルエルピーダブリューエックス、団体名を「LLPW-X（エルエルピーダブリューエックス）」に改称。12月4日、LLPW-Xとして最初の興行をLLPW-Xプロレスバンクで開催。
2012年、Volume Ⅱ第1期生がデビューするとともに神取忍のプロデュースによる「神取嬢」と呼ばれるアスリート系レスラープロジェクトも開始。2月14日、LLPW-Xプロレスバンクより初のニコニコ生放送（ニコニコ動画）を放送。プレミアムイベント「バレンタイン・ハート・クロス・フェスティバル」は試合のほかトークショウ、ダンス、お笑いライブ、VoLume Ⅱの公開レッスンという内容だった。12月29日、赤坂BLITZで「Brand New Start〜新たなるチャレンジ〜」を開催。井上貴子のプロデュース「Volume Ⅱ」からブリバト♡（SAKI&MIZUKI）のデビュー戦と共にLLPWの旗揚げから活動してきたハーレー斉藤の引退試合が行われた。
2013年3月29日、LLPW-Xプロレスバンクイベントより始動。11月15日、TOKYO DOME CITY HALLで「井上貴子デビュー25周年記念イベント〜闘い続ける女たち〜」を開催。
2014年1月12日、LLPW-Xプロレスバンクでブリバト♡とプロレスリング我闘雲舞によるコラボレーションイベント「ブリリアントリング1」を開催。10月11日、両国国技館で「神取忍生誕50周年記念大会ミスター女子プロレス生誕半世紀イベント SUPER LEGEND〜伝説から神話へ〜」を開催。
2016年10月19日、TOKYO DOME CITY HALLで「神取忍デビュー30周年記念イベント〜挑戦・殻を破れ〜」を開催。11月、ブリバト♡のSAKIとMIZUKIが退団。
2022年8月、遠藤、アイガー、長期休業中の沖野小百合が選手契約を終了して退団。
2023年9月20日、NØRIが入団。11月21日、「井上貴子35周年記念イベント〜ひとしずくの勇気〜」を開催。キャサリン.がデビュー。
2024年11月18日、神取忍還暦祭を開催。ひなた乃彩がデビュー。
2025年3月31日、体調不良で欠場していた ひなた乃彩が休養に専念するため退団。

## 所属選手
- 神取忍
- 井上貴子
- NØRI（PRAVAJRA兼任所属）
- キャサリン.

## 歴代タイトル
- LLPW認定シングル王座
- LLPW認定タッグ王座
- LLPW認定6人タッグ王座

## 歴代所属選手
引退
- ジェンヌゆかり（旧：大沢ゆかり、沙羅ゆかり）
- レオ北村（旧：北村真実）
- 半田美希
- 穂積詩子
- 長嶋美智子
- 紅夜叉（旧：安田留美）
- キャロル美鳥（旧：斉藤緑）
- 風間ルミ
- 和田部美穂
- 小河真子
- イーグル沢井（旧：沢井知子）
- おばっち飯塚
- ハーレー斉藤（旧：ハレー斎藤）
- 多和田初美
- 山下淳
- 野口勇気
- 桑田真理
- 西菜津美
- 佐藤めぐみ
- 藤枝恵子

退団
- 二上美紀子（現：GAMI）
- 大向美智子
- 八木淳子
- 小山亜矢（現：亜利弥’）
- レヴン寛香（旧：柳沼寛香、現：HIROKA）
- フランソワーズ☆（現：フランソワーズ広田）
- 立野記代
- 遠藤美月
- 沖野小百合
- アイガー
- ひなた乃彩

ブリバト♡
- SAKI（退団）
- MIZUKI（退団）

グラマーエンジェルス
- 葉千子（1期生）（引退）
- 麗香（1期生）（引退）
- 内菜（2期生）（引退）
- SAWACO（3期生）（引退）
- JUKKO（3期生）（引退）
- トドエ（4期生）（解雇）
- ミラ（5期生）（引退）
- 盛琳（5期生）（引退）

解雇
- 青野敬子
- 大畠春美

## 歴代スタッフ
- Tommy（レフェリー）
- オスカル智（レフェリー）
- 前田絵美（レフェリー）
- 内田和幸（リングアナウンサー）
- 中村裕之（リングアナウンサー）
- 風間ルミ（スーパーバイザー）

## LLPWグランプリ
LLPWが1年間を通じて活躍した選手を表彰する制度。各賞はファン投票で決定される。
1993年
- MVP : 神取忍
- ベストバウト賞 : 神取忍 vs ハーレー斉藤
- 敢闘賞 : イーグル沢井
- ニューウェーブ賞 : 紅夜叉

1996年
- MVP : イーグル沢井
- ベストバウト賞シングル部門 : 風間ルミ vs ハーレー斉藤
- ベストバウト賞タッグ部門 : 神取忍、風間ルミ、ハーレー斉藤 vs キャロル美鳥、紅夜叉、二上美紀子
- 敢闘賞 : 大向美智子
- ニューウェーブ賞 : 沖野小百合